# Theresa Harris
Pour les articles homonymes, voir Harris.
Theresa Harris est une actrice américaine, née le 31 décembre 1906 à Houston (Texas), morte le 8 octobre 1985 à Inglewood (Californie).

## Biographie
Theresa Harris débute au cinéma dans deux films de Josef von Sternberg, L'Assommeur (1929), avec George Bancroft et Fay Wray, puis Cœurs brûlés (1930), avec Gary Cooper et Marlène Dietrich. Elle retrouve cette dernière dans La Belle Ensorceleuse de René Clair (1941, avec Bruce Cabot et Roland Young), où elle tient le rôle (un de ses plus connus) de la servante Clementine.
Jusqu'en 1958, elle apparaît en tout dans soixante-dix-huit films américains, personnifiant des seconds rôles de caractère (parfois non crédités), souvent de domestique. Parmi ses autres films notables, mentionnons Liliane d'Alfred E. Green (1933, avec Barbara Stanwyck et George Brent), L'Insoumise de William Wyler (1938, avec Bette Davis et Henry Fonda), Les Oubliés de Mervyn LeRoy (1941, avec Greer Garson et Walter Pidgeon), Vaudou de Jacques Tourneur (1943, avec James Ellison et Frances Dee), ou encore La Femme à l'écharpe pailletée de Robert Siodmak (1950, avec Barbara Stanwyck et Wendell Corey).
À la télévision, entre 1954 et 1957, elle contribue à cinq séries, dont Alfred Hitchcock présente (un épisode réalisé par Alfred Hitchcock, diffusé en 1956).
Au théâtre enfin, elle joue à Broadway (New York) dans une pièce représentée en 1933.

## Filmographie partielle

### Au cinéma
- 1929 : L'Assommeur (Thunderbolt) de Josef von Sternberg
- 1930 : Cœurs brûlés (Morocco) de Josef von Sternberg
- 1931 : Le Chemin du divorce (The Road to Reno) de Richard Wallace
- 1931 : Arrowsmith de John Ford
- 1932 : Merrily We Go to Hell de Dorothy Arzner
- 1932 : Week Ends Only d'Alan Crosland
- 1932 : Plumes de cheval (Horse Feathers) de Norman Z. McLeod
- 1932 : Nuit après nuit (Night after Night) d'Archie Mayo
- 1932 : The Half Naked Truth de Gregory La Cava
- 1933 : Private Detective 62 de Michael Curtiz
- 1933 : Nuits de Broadway (Broadway Through a Keyhole) de Lowell Sherman (non créditée)
- 1933 : Dans tes bras (Hold Your Man) de Sam Wood
- 1933 : Penthouse de W. S. Van Dyke
- 1933 : Liliane (Baby Face) d'Alfred E. Green
- 1933 : La Boule rouge (Blood Money) de Rowland Brown
- 1933 : Mary Stevens, M.D. de Lloyd Bacon
- 1934 : Un héros moderne (A Modern Hero) de Georg Wilhelm Pabst
- 1935 : Casino de Paris (Go Into Your Dance) d'Archie Mayo
- 1936 : Broadway Melody 1936 (Broadway Melody of 1936) de Roy Del Ruth
- 1936 : Saint-Louis Blues (Banjo on My Knee) de John Cromwell
- 1938 : Frou-Frou (The Toy Wife) de Richard Thorpe
- 1938 : L'Insoumise (Jezebel) de William Wyler
- 1939 : Femmes (The Women) de George Cukor
- 1939 : Un homme à la page (Tell No Tales) de Leslie Fenton
- 1940 : La Piste de Santa Fe (Santa Fe Trail) de Michael Curtiz
- 1940 : Buck Benny rides again de Mark Sandrich
- 1941 : La Belle Ensorceleuse (The Flame of New Orleans) de René Clair
- 1941 : Une femme de trop (Our Wife) de John M. Stahl
- 1941 : Les Oubliés (Blossoms in the Dust) de Mervyn LeRoy
- 1942 : La Féline (Cat People) de Jacques Tourneur
- 1942 : Tough as they come de William Nigh
- 1943 : Vaudou (I walked with a Zombie) de Jacques Tourneur
- 1944 : Les Mains qui tuent (Phantom Lady) de Robert Siodmak
- 1945 : Les Dolly Sisters (The Dolly Sisters) d'Irving Cummings
- 1946 : Smooth as Silk de Charles Barton
- 1947 : Miracle sur la 34e rue (Miracle on 34th Street) de George Seaton
- 1947 : Pendez-moi haut et court (Out of the Past) de Jacques Tourneur
- 1948 : La Grande Horloge (The Big Clock) de John Farrow
- 1949 : Un pacte avec le diable (Alias Nick Beal) de John Farrow
- 1949 : C'est moi le papa (And Baby makes Three) d'Henry Levin
- 1949 : La Fille de Neptune (Neptune's Daughter) d'Edward Buzzell
- 1950 : La Femme à l'écharpe pailletée (The File on Thelma Jordan) de Robert Siodmak
- 1951 : La Voleuse d'amour (The Company She Keeps) de John Cromwell
- 1951 : J'épouse mon mari (Grounds for Marriage) de Robert Z. Leonard
- 1951 : Al Jennings of Oklahoma (it) de Ray Nazarro
- 1952 : Un si doux visage (Angel Face) d'Otto Preminger
- 1953 : French Line (The French Line) de Lloyd Bacon
- 1957 : La Forêt meurtrière (Spoilers of the Forest) de Joseph Kane
- 1958 : La Femme que j'aimais (The Gift of Love) de Jean Negulesco

### À la télévision
- 1956 : série Alfred Hitchcock présente (Alfred Hitchcock presents)
  - Saison 1, épisode 23 De retour à Noël (Back for Christmas) d'Alfred Hitchcock

## Théâtre (à Broadway)
- 1933 : Louisiana de J. Augustus Smith